# ضريبة التصرفات العقارية
ضريبة نقل العقارات آو ما يعرف بـ ضريبة التصرفات العقارية أو ضريبة التوريدات العقارية، هي ضريبة يمكن أن تفرضها المنطقة الإدارية (كالدول أو الولايات أو المقاطعات أو البلديات) على امتياز نقل الملكية العقارية داخل المنطقة القضائية.
وبشكل عام هي «أي تصرف قانوني ناقل لملكية العقار أو لحيازته، ومن ذلك على سبيل المثال: البيع، والهبة والوصية، والمقايضة والإجارة، والإيجار التمويلي، ونقل حصص في الشركات العقارية»،

## التسعيرات
في الولايات المتحدة، يمكن أن تتراوح ضرائب التحويل الإجمالية بين صغيرة جدًا (على سبيل المثال، 0.01٪ في كولورادو ) إلى كبيرة نسبيًا (4٪ في مدينة بيتسبرغ ). بينما قد تصل هذه الضريبة إلى 5٪ في بعض الدول كالمملكة العربية السعودية.
لدى بعض الولايات الأمريكية مجموعة متنوعة من قوانين ضريبة التحويل التي قد تتضمن إعفاءات محددة لأنواع معينة من المشترين بناءً على حالة الشراء أو مستوى الدخل. على سبيل المثال، تستثني ولاية ماريلاند بعض «المشترين لأول مرة» من نسبة مئوية من إجمالي  أو تستثني جزءًا من سعر بيع العقار من الضرائب تمامًا.
اختلاف آخر وهي أن تكون هناك متطلبات قانونية لتقسيم الضرائب بين الأطراف أو العرف المحلي للقيام بذلك. ففي واشنطن العاصمة، يتم تقسيم نسبة 2.2٪ بشكل عام بين البائع والمشتري.

## ضريبة التصرفات العقارية في المملكة العربية السعودية
تفرض ضريبة بنسبة قدرها (5%) خمسة بالمائة من إجمالي قيمة التصرف في العقارات مهما كانت حالتها أو شكلها أو استخدامها في وقت التصرف، وتشمل الأرض وما يتم إنشاؤه أو تشييده أو بناؤه عليها وسواء انصب التصرف عليها بحالتها أو بعد إقامة منشآت عليها، وسواءً كان هذا التصرف شاملاً لكامل العقار أو أي جزء منه مفرزاً أو مشاعاً أو وحدة سكنية أو غير ذلك من أنواع العقارات، وسواءً كان التصرف موثقاً أو غير موثق.

في المملكة العربية السعودية تشمل الإعفاءات حالات جميع التوريدات العقارية التي تتم على سبيل البيع ونقل الملكية أو حق التصرف في العقار كمالك (بما فيها الإجارة المنتهية بالتملك، والتأجير التمويلي، والمرابحة التمويلية). كذلك تتضمن عدداً من الاستثناءات، ومنها على سبيل المثال لا الحصر: توزيع ونقل ملكية العقارات بين الورثة كجزء من توزيع التركة، وهبة العقار بدون مقابل للزوج أو الزوجة أو لأحد الأقارب حتى الدرجة الثانية (الأب والأم وإن علوا – الأبناء ذكوراً وإناثاً وإن نزلوا)، ونقل ملكية العقار بدون مقابل لوقف ذري (أهلي) أو خيري أو لجمعية خيرية مرخصة، وغيرها من الاستثناءات.
كشفت اللائحة التنفيذية لضريبة التصرفات العقارية (اطلعت «عكاظ» عليها) عن وجود 12 حالة تستثنى من دفع ضريبة التصرفات العقارية بنسبة 5% التي أقرتها الجهات المختصة أخيراً، وذلك في عدة حالات «قسمة التركة أو توزيعها، أو التصرف بدون مقابل في العقار لوقف أهلي أو خيري، أو التصرف في العقار لجهة حكومية، وكذلك عند قيام جهة حكومية بصفتها سلطة عامة خارج إطار النشاط الاقتصادي، أو حالات نزع العقار بصورة قسرية عند نزع الملكيات للمنفعة العامة أو وضع اليد المؤقت على العقار، أو منح العقار كهبة للزوج أو الزوجة أو الأقارب حتى الدرجة الثانية أو بموجب وصية شرعية موثقة نظاماً بما لا يتجاوز ربع تركة الموصي، أو استخدام العقار مؤقتاً لغرض ضمان التمويل أو الائتمان في حال لم يتم نقله بشكل دائم للممول أو الغير، أو عقود الإيجار التمويلي وعقود الإجارة التي تمت قبل تطبيق اللائحة، أو نقل العقار بين صندوق وأمين حفظ بشكل مؤقت، أو تقديم العقار كحصة عينية من قبل أي شخص في رأسمال الشركات المساهمة بشرط عدم التصرف في الأسهم المقابلة لها مدة 5 سنوات، أو التصرف في العقار إذا كان أحد طرفي التصرف حكومة أجنبية أو منظمة دولية أو هيئة أو بعثة دبلوماسية أو عسكرية عند التعامل بالمثل، أو التوريدات العقارية التي تخضع لضريبة القيمة المضافة قبل توثيق التوريد في حال تم توثيقه لاحقاً».
وبينت اللائحة أن ضريبة التصرفات العقارية المفروضة بنسبة 5% تستحق على أساس القيمة المتفق عليها بين الطرفين، بشرط أن لا تقل عن القيمة السوقية العادلة، وتفرض على العقارات المنجزة أو التي قدم الإنجاز على الخارطة على أن لا تتضمن احتساب الضريبة هامش الربح الضمني في حالات التمويل، ويكون موعد سداد الضريبة قبل أو خلال عملية التوثيق لعمليات «بيع العقار لدى كاتب العدل أو الموثق المعتمد، توثيق هبة عقار غير مستثنى، عقود الإجارة المنتهي بالتملك وعقود الإيجار التمويل، وحقوق الانتفاع طويلة الأمد، وتوثيق بيع عقار بالمزاد العلني سواء كان البيع تجارياً أو تنفيذاً جبرياً»، فيما ستسدد الضريبة في أو قبل تاريخ التوثيق ويعد بمثابة التوثيق توقيع عقد التنازل في حال عدم تطبيق إجراء التوثيق وذلك عند التنازل عن حقوق الانتفاع سواء الإيجارية المنتهية بالتمليك أو طويلة الأمد، أما بيع العقار على الخارطة فإن الضريبة تسدد قبل أو خلال تاريخ توثيق عقد البيع، ويعد بمثابة التوثيق توقيع العقد أو اتفاقية البيع في حال عدم تطبيق إجراء التوثيق.
وعن آلية التعامل مع المبالغ غير المسددة، أوضحت لائحة التصرفات العقارية أنه في حال لم يتم سداد المبالغ المستحقة بصورة نهائية فسيتم إشعار المدين بوجوب سدادها خلال 30 يوم عمل عبر الوسائل الإلكترونية أو النظامية، وفي حال عدم السداد يتم إنذاره نهائياً خلال 15 يوم عمل، وعند انقضاء المدة دون سداد يتم اتخاذ إجراء بالحجز على أمواله في حدود المستحقات محل المطالبة. ولن تسمح البنوك والمؤسسات المالية بأي سحوبات أو دفعات من حساب المحجوز عليه بعد تسلم إشعار الحجز على المدين باستثناء النفقات الشخصية الضرورية المقررة بموجب الأنظمة